# Medaglia per il restauro delle miniere di carbone del Donbass
La medaglia per il restauro delle miniere di carbone del Donbass è stata un premio statale dell'Unione Sovietica.

## Storia
La medaglia venne istituita il 10 settembre 1947.

## Assegnazione
La medaglia veniva assegnata a lavoratori, impiegati, ingegneri e professionisti per premiare il lavoro straordinario, le prestazioni di alta produzione e le realizzazioni nel recupero delle miniere del bacino carbonifero del Donec.

## Insegne
- La medaglia era di ottone. Il dritto raffigurava l'immagine di una miniera restaurata con una bandiera che sventola in cima alla torre, sul lato destro, l'immagine in rilievo di un minatore rivolto verso sinistra con un martello pneumatico sulla spalla destra, sullo sfondo al centro, il Sole con i raggi, lungo la circonferenza superiore, la scritta in rilievo "PER IL RESTAURO DELLE MINIERE DI CARBONE DEL DONBASS" (Russo: «За восстановление угольных шахт Донбасса»), lungo la circonferenza inferiore, l'immagine in rilievo di una stella a cinque punte su una corona di alloro. Sul retro la scritta "LAVORO IN URSS - UNA QUESTIONE D'ONORE" (Russo: «ТРУД В СССР - ДЕЛО ЧЕСТИ») sotto ad una falce e un martello.
- Il nastro era nero con tre strisce gialle.